# Кукув (Малопольське воєводство)
Кукув (пол. Kuków) — село в Польщі, у гміні Стришава Суського повіту Малопольського воєводства.
Населення — 1303 особи (2011).

## Географія
Селом протікає річка Коцонька.

## Демографія
Демографічна структура станом на 31 березня 2011 року:
|          | Загалом | Допрацездатний вік | Працездатний вік | Постпрацездатний вік |
| -------- | ------- | ------------------ | ---------------- | -------------------- |
| Чоловіки | 638     | 134                | 439              | 65                   |
| Жінки    | 665     | 114                | 403              | 148                  |
| Разом    | 1303    | 248                | 842              | 213                  |